# 徐州市第三中学
徐州市第三中学，简称徐州三中，是徐州市一所公立重点高中，前身为江苏学院。首批江苏省四星级高中。
学校拥有两个校区：东校区位于民主北路47号，西校区位于树人中学旁。

## 校史
- 1949年，建立徐州三中
- 1953年，徐州归属江苏后，省主席谭震林任命肖德模为徐州市第三中学副校长。
- 1961年被评为江苏省重点中学
- 2005年4月，徐州三中西校区成立

## 历任校长
- 肖德模
- 刘怀德
- 史先进
- 赵伟

### 杰出校友
- 喻继高（51届校友，工笔花鸟画家）
- 曹建华（55届校友，四川大学原子核科学技术研究所教授）
- 袁成兰（55届校友，编剧）
- 张立辰（60届校友，中央美术学院中国画系主任）
- 李振敏（63届校友，原任中国人民解放军总参兵种部副部长）
- 程大钊（63届校友，山水画家）
- 张政民（64届校友，原昆明军区副司令员）
- 张祥成（75届校友，夸克物理学家）
- 胡卫东（85届校友，CBA篮球明星）
- 徐誉滕（初中部校友，歌手）
- 耿斯汉（11届校友，歌手）